# 조다이
죠다이(일본어: 城代 죠우다이[*])는 일본사에서 성주가 부재 중일 때, 성주의 대리로써 성을 관리하던 사람들을 가리키는 관직이다. 유수거두(일본어: 留守居頭 루스이가시라[*]), 대류수거(일본어: 大留守居 오루스이[*])라고도 한다. 센고쿠 시대에는 다이묘가 직할하던 성의 관리, 행정, 방위 등을 맡던 가신을 가리킨다. 에도 시대에는 오사카·슨푸·후시미·교토 (니조)의 네 성에 두었다가, 1619년에 후시미 성대는 폐지했다. 오사카 죠다이는 쇼군의 휘하에 있는 자리로 후다이 다이묘를 임명하였으며, 슨푸와 니조 성대는 노중 휘하에 있는 자리로 다이신하타모토를 임명하였다. 또, 각 번에서도 성을 가진 번주가 산킨코타이로 인해 부재중일 때 가로(家老) 중 죠다이를 두기도 했다.

## 같이 보기
- 국인
- 슨푸성대
- 고후성대
- 니조성대
- 후시미성대
- 오사카성대
- 후다이 다이묘
- 유수거
- 수호대